# Гриневич, Геннадий Станиславович
Генна́дий Станисла́вович Грине́вич (22 сентября 1938, Москва) — российский эпиграфист-любитель, автор псевдоисторических гипотез о «праславянах» (в данном контексте один из синонимов понятия «арийцы») как создателях древнейшей цивилизации и письменности. По образованию — геолог.
Рассматривал многие древние памятники письменности как «праславянские» — выполненные «праславянским слоговым письмом». Утверждал, что осуществляет дешифровку рунических знаков и надписей западных славян, Крита, этрусков, Древней Индии. Гриневич считал, что существовала древнейшая «праславянская» цивилизация, передавшая свои достижения, включая письменность, другим культурам.

## Биография
Родился в 1938 году в Москве. В 1956 году поступил в МГУ имени М. В. Ломоносова на геологический факультет. После окончания университета уехал работать геологом на Чукотку. В начале 1970-х вернулся в Москву. Работал начальником геолого-съёмочной партии в Смоленской области.
В 1975 году занялся любительской лингвистикой, «дешифровкой» древних памятников письменности. В 1990-х годах Гриневич, не обладая специальным образованием, стал «старшим научным сотрудником Отдела всемирной истории» самодеятельного «Русского физического общества». Идеи Гриневича печатались и находили поддержку других авторов в журнале этого общества «Русская мысль». Книга Гриневича «Праславянская письменность. Результаты дешифровки» была издана сотрудничавшим с этим журналом издательством «Общественная польза» в виде первого тома начатой им «Энциклопедии русской мысли». Гриневич получил должность «директора Центра общепланетарных геоструктур» в составе «Русского физического общества». В числе других изданий Гриневич публиковался в неонацистском журнале «Атака».

## Идеи
Гриневич поставил цель доказать, что праславянский язык является древнейшим письменным языком в мире, а не «вторичным», то есть произошедшим от более древнего языка. Для этого он собрал большое число известных нерасшифрованных или не до конца ясных надписей, из самых разных частей Евразии — от долины Инда до Италии — и относящихся к разным периодам, начиная с 5-го тысячелетия до н. э. В один ряд он поставил Фестский диск, надписи из Троицкого городища, критские тексты, составленные линейным письмом А и линейным письмом Б, этрусские и протоиндийские надписи, а также «образец книжного дела IX века» — «Велесову книгу».
В качестве рабочей гипотезы Гриневич принял предположение о слоговом характере гипотетической дохристианской славянской письменности («письма черт и резов»). В начале 1980-х годов он утверждал, что прочёл различные раннесредневековые надписи, найденные на территории Руси, которые не имеют общепринятого чтения или не всегда рассматриваются как собственно надписи. Затем он с опорой на те же методы попытался дешифровать надписи, относящиеся также к другим системам письма. Это привело его к идее о существовании письменности «славян, которой они пользовались задолго до создания славянской азбуки Кириллом и Мефодием». Он приписал древнейшую критскую письменность («линейное письмо А») «праславянам». Затем он, согласно собственному заявлению, смог прочесть надпись на Фестском диске XVIII века до н. э., найденном на Крите. Там, по его мнению, зафиксированы жалобы беженцев из «племени русичей», вынужденных покинуть свою родную «Русиюнию» и переселиться на Крит. При поддержке индолога Н. Р. Гусевой Гриневич опубликовал свои «открытия» в газете «Советская Россия». К памятникам «праславянской письменности» Гриневич относит тэртэрийские надписи (6-е тысячелетие до н. э.), протоиндийские надписи (XXV—XVIII века до н. э.), критские надписи (XX—XIII века до н. э.), в их числе надписи, исполненные «линейным письмом А», «линейным письмом Б» и Фестский диск; этрусские надписи (VIII—II века до н. э.) и др.
Славяне, по мнению Гриневича, обладали письменностью с 5-го тысячелетия до н. э. (автор отсылает к тэртерийским табличкам 4-го тысячелетия до н. э. с пиктографическими знаками, найденным в Румынии). Славянская письменность легла в основу всех остальных систем письма. К древним «славянским культурам» он относил балканские энеолитические культуры, дошумерскую (убейдскую) культуру Месопотамии, крито-микенскую культуру, хараппскую цивилизацию долины Инда и этрусков. По его утверждению, благодаря славянскому влиянию возникли древнеегипетская и древнеримская культуры. Центром первичного славянского расселения он считал область между Днепром и Дунаем, где обитали трипольские племена, согласно Гриневичу, являвшиеся «праславянами». По его утверждению, «праславяне» обладали летательными аппаратами с реактивными двигателями и смертоносным оружием типа атомной бомбы. При этом он ссылался на изображениях колесниц, которые рассматривал в необычном ракурсе. Трипольцы считались им культуртрегерами, которые вынуждены были бежать со своей родины из-за неведомой катастрофы. Они и были «славянами-пеласгами», принесшими письменную традицию на Крит и в Левант. Имя иудейского Бога Иеговы, по Гриневичу, тоже «праславянского» происхождения. Исход «праславян» из Среднего Поднепровья привёл к тысячелетним скитаниям по пространствам Евразии (Балканы, Эгеида, Индостан и т. д.), но закончился счастливым возвращением на земли предков. Пуститься в миграции, по утверждению Гриневича, их заставила «охота к перемене мест, не свойственная другим народам», «загадочная славянская душа».

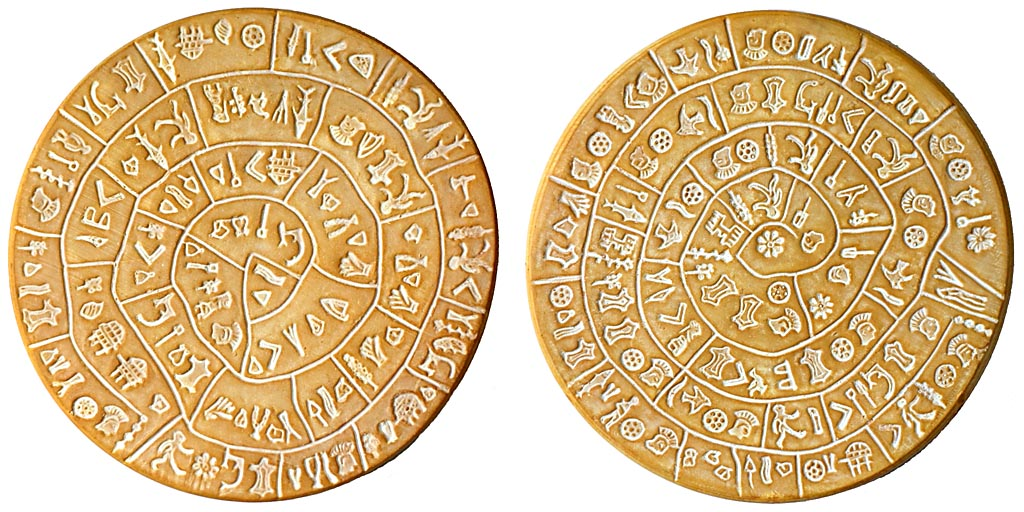
Две стороны Фестского диска

Согласно Гриневичу, Фестский диск, по мнению учёных, ещё не дешифрованный, содержит следующую надпись:

Горести прошлые не сочтёшь, однако горести нынешние горше. На новом месте вы почувствуете их. Все вместе. Что вам послал ещё господь? Место в мире божьем. Распри прошлые не считайте. Место в мире божьем, что вам послал господь, окружите тесными рядами. Защищайте его днем и ночью: не место — волю. За мощь его радейте. Живы ещё чада Её, ведая, чьи они в этом мире божьем (Сторона А).

Будем опять жить. Будет служение Богу. Будет все в прошлом — забудем кто есть мы. Где вы пребудете, чада будут, нивы будут, прекрасная жизнь — забудем кто есть мы. Чада есть — узы есть — забудем кто есть. Что считать, господи! Рысиюния чарует очи. Никуда от неё не денешься, не излечишься. Ни единожды будет, услышим мы: вы чьи будете, рысичи, что для вас почести, в кудрях шлемы; разговоры о вас. Не есть ещё, будем Её мы, в этом мире божьем (Сторона Б).
Гриневич писал: «Мы не мыслим… культуру без письма, сохраняющего для будущего мысли и достижения человека». По его мнению, российские учёные, выводящие славянский язык из иного более древнего языка, идут на поводу у западной науки.

## Влияние
Идеи Гриневича пропагандировал ряд национал-патриотических изданий. Рекламу книги Гриневича осуществляло издательство православного «Русского вестника». Идеи Гриневича воспринял краснодарский автор Алексей Трехлебов (Ведагор), близкий к инглиизму. Он называл Гриневича «языковедом» и «дешифровщиком» и утверждал, что «открытие» «древнейшей славянской письменности» получило поддержку в науке, и эту письменность учёные называли «славянской руницей». Гриневич имеет ряд последователей, «читающих» различные тексты как древнеславянские. Начинал как последователь Гриневича и бывший преподаватель философии Валерий Чудинов, «читающий» славянские надписи на фотографиях любых предметов.

## Критика
По мнению историка И. Н. Данилевского об уровне филологической подготовки Гриневича свидетельствует, в частности, его заявление: «В дореволюционной России Ъ знак употреблялся, можно сказать, к месту и не к месту… Все, наверное, видели старые вывески, на которых даже фамилии владельцев каких–либо заведений кончались на Ъ знак». Данилевский отмечает, что до реформы 1918 года Ъ был не «знаком», а буквой, имевшей название («ер»), которой по правилам орфографии того времени заканчивалось на письме слово с «нулевым» окончанием.
Филолог Д. Ю. Полиниченко отмечает, что идеи Гриневича о существовании древнейшей славянской письменности хорошо согласуются с неоязыческими идеями о величии предков и дохристианском «Золотом веке» и могут создавать видимость научной аргументации этих идей.
Согласно писателю А. В. Платову, Гриневич «прочёл» рунический текст на обложке книги Платова, однако затем выяснилось, что этот текст был составлен самим Платовым, и смысл его был иным.
В 2009 году две российские родноверческие организации, «Союз славянских общин славянской родной веры» и «Круг языческой традиции» приняли обращение, касающиеся идей ряда авторов, включая Гриневича, где говорится: «мы не можем считать данных авторов и сочинителей идеологами современного язычества… и выразителями идей традиционной культуры… Мы не можем разделить идеологические и околонаучные взгляды перечисленных лиц и их последователей». В мае 2012 года уже три родноверческих организации, «Союз славянских общин славянской родной веры», «Велесов круг» и «Круг языческой традиции» признали «псевдонаучными и наносящими вред Славянской вере» теории ряда авторов «альтернативной лингвистики», включая Гриневича.

## Публикации
- Сколько тысячелетий славянской письменности (О результатах дешифровки праславянских письменных памятников) // Русская Мысль. — 1991. — № 3. — С. 1—12.
- Праславянская письменность. Результаты дешифровки. Т. 1. — М. : Общественная польза, 1993.
- Великая империя белых аистов или о том, как русские несли варварам цивилизацию // Атака. — 1994. — № 12. — С. 48—49.
- В начале было слово… Славянская семантика лингвистических элементов генетического кода. — М. : Общественная польза, 1997.
- Праславянская письменность. Результаты дешифровки. — Т. 2. — М. : «Общественная польза», 1999.
- Начала генной лингвистики. — М. : Летопись, 2001. — 320 с.
- Тайна императора Александра Первого. — М., 2005. — 208 с.
- Праславяне — древний народ. Отклик на статью Анатолия Клёсова «Откуда появились славяне и «индоевропейцы» // Русский Вестник. 30.04.2009.